# Джефф Колаєр
Джеффрі Вільям Колаєр (англ. Jeffrey William Colyer; нар. 3 червня 1960, Гейс, Канзас) — американський хірург і політик-республіканець, віце-губернатор штату Канзас з 2011 р.
У 1981 р. він закінчив Джорджтаунський університет, вивчав міжнародні відносини в Кембриджському університеті (1982 р.). У 1986 р. Колаєр отримав ступінь доктора медицини в Університеті Канзасу, пізніше був співробітником в Білому домі. З 1994 р. він вів медичну практику в Оверленд-Парку. У 2002 р. безуспішно балотувався до Палати представників США. З 2007 по 2009 рр. входив до Палати представників Канзасу, а з 2009 по 2011 рр. — до Сенату штату.